# Chilabothrus
Chilabothrus — рід змій родини удавових (Boidae). Представники цього роду мешкають на Карибах.

## Види
Рід Chilabothrus нараховує 14 видів:
- Chilabothrus ampelophis Landestoy(інші мови), Reynolds & Henderson(інші мови), 2021
- Chilabothrus angulifer (Cocteau(інші мови) & Bibron, 1840)
- Chilabothrus argentum Reynolds, Puente-Rolón, Geneva, Aviles-Rodriguez & Herrmann, 2016
- Chilabothrus chrysogaster (Cope, 1871)
- Chilabothrus exsul (Netting(інші мови) & Goin, 1944)
- Chilabothrus fordii (Günther, 1861)
- Chilabothrus gracilis Fischer(інші мови), 1888
- Chilabothrus granti (Stull(інші мови), 1933)
- Chilabothrus inornatus (Reinhardt(інші мови), 1843)
- Chilabothrus monensis (Zenneck, 1898)
- Chilabothrus schwartzi (Buden(інші мови), 1975)
- Chilabothrus striatus (Fischer, 1856)
- Chilabothrus strigilatus (Cope, 1863)
- Chilabothrus subflavus (Stejneger, 1901)

## Етимологія
Наукова назва роду Chilabothrus походить від сполучення слів дав.-гр. χειλος — губи, рот і βοθρος — яма, рів.